# Innova
Innova é uma empresa brasileira que atua na indústria petroquímica, especialmente na produção de poliestireno para os mais diversos fins. Sediada na cidade de Barueri, conta com duas fábricas em Manaus e uma em Triunfo, no Rio Grande do Sul.

## História
Fundada em 30 de junho de 1988 pelo empresário Lírio Parisotto na cidade de Caxias do Sul com o nome de Videolar, a empresa iniciou suas atividades produzindo mídias de armazenamento removível por meio magnético, como fitas de vídeo, K7 e disquetes (mais tarde, modificou sua produção para mídias ópticas, como CDs, DVDs e Blu-ray), além de gravação, tradução e legendagem de fitas VHS.
A Videolar implantou no Brasil o conceito da fita de videocassete fabricada sob medida, que consiste no uso do produto magnético (o comprimento da fita, em si) na quantidade suficiente para gravar o filme, no tempo de reprodução do conteúdo.
Até então, o processo era realizado no país através de empresas distintas: de um lado, os fabricantes de fitas virgens em durações pré-determinadas, como as T-60, T-90, T-120 (notações referentes aos minutos graváveis), de outro, os laboratórios de duplicação que compravam essas fitas, recebiam as matrizes dos filmes e as duplicavam nelas. Ao lançar a fabricação sob medida (como, por exemplo, uma fita de T-100 para filme de 100 minutos), o processo implantado pela Videolar unificou as atividades, eliminando sobras e consequentes perdas, com economia de escala.
Em 1990, a Videolar levou o laboratório de duplicação de Caxias do Sul para São Paulo, onde já desenvolvia atividades de tradução, legendagem e confecção das matrizes dos filmes. Implantou também uma unidade industrial em Manaus para fabricar e gravar as fitas sob medida. No ano seguinte, a companhia passou a operar toda a logística de distribuição física das fitas da CIC Vídeo, unificação no Brasil dos estúdios cinematográficos norte-americanos Paramount e Universal.
A partir daí, a Videolar expandiu atuação no segmento das mídias gravadas e também virgens. Atendeu também a indústria fonográfica, fabricando e gravando CDs (compact discs).
No escritório comercial, administrativo e financeiro da companhia, com 25.000 m2 de área construída, em Alphaville, Barueri (SP) a Videolar disponibilizou espaços físicos para sediar os escritórios das distribuidoras do mercado de vídeo. Tornou-se a única empresa no mundo a atender integralmente as seis majors, como são denominados os estúdios produtores de filmes cinematográficos sediados em Hollywood (Los Angeles, EUA), bem como as empresas independentes nacionais.
Em 2002, a Videolar inaugurou a primeira petroquímica da região Norte para produzir a resina plástica poliestireno (inicialmente com capacidade de 120.000 toneladas/ano). O poliestireno era usado como matéria-prima na fabricação dos estojos de compact discs (CDs) e videocassetes produzidos pela própria companhia, além de atender à demanda de diversos segmentos instalados no Polo Industrial de Manaus, dos eletroeletrônicos e eletrodomésticos (gabinetes em geral, como os de aparelhos de ar condicionado, refrigeradores e TVs), materiais de escritório e escolar, além da indústria de embalagens alimentícias.
Em 2004, a Videolar inaugurou um centro de distribuição no Polo Industrial de Manaus, dimensionado para acomodar milhões de produtos acabados.
No ano seguinte, a Videolar comprou os ativos da empresa Somlivre.com e lançou o portal de comércio eletrônico Videolar.com.
Já em 2011, inaugurou nova fábrica no Polo Industrial de Manaus para produzir tampas plásticas por termoformagem, destinadas a fabricantes de águas minerais, sucos e refrigerantes.
Em 2012, a companhia inaugurou uma fábrica de 65.000 m2, em Manaus, para a fabricação dos filmes plásticos de polipropileno biorientado (BOPP), laminados plásticos em bobinas de poliestireno (PS) e polipropileno (PP) para atender às indústrias de embalagens. Também em 2012, Parisotto comprou a Microservice e fundiu as duas linhas de produção, criando a "AMZ Mídia Industrial S.A.", a maior empresa de mídias ópticas gravadas do Brasil.
Ao longo dos anos, a Videolar foi incorporando novas linhas de produtos e sua principal planta industrial foi transferida para a cidade de Manaus.
Em outubro de 2014, a empresa assumiu o controle da petroquímica Innova S.A., localizada em Triunfo, no Rio Grande do Sul, e desta maneira sua denominação passou para Videolar-Innova, líder brasileira do setor de poliestireno, detentora de cerca de 70% do mercado.
No ano de 2016, a AMZ Mídia Industrial S.A. deixou de ser uma subsidiária e foi incorporada pela Videolar-Innova.
No mesmo ano, a Videolar-Innova inaugurou sua linha de fabricação da resina petroquímica poliestireno expansível (EPS). O produto tem forte potencial tanto na substituição de importações, quanto no atendimento ao mercado externo. O poliestireno expansível (EPS) é utilizado nas embalagens térmicas da indústria farmacêutica, nas embalagens técnicas para transporte de itens como linha branca e televisores, bem como na estabilização de solos, encostas e estradas e no preenchimento de lajes pela construção civil.
Em abril de 2017, a Videolar-Innova S/A deu início ao projeto de duplicação da fábrica de monômero de estireno na petroquímica de Triunfo (RS), com investimento anunciado de R$ 500 milhões para chegar a uma capacidade de 420 mil toneladas/ano a partir de abril de 2019. O contrato de fornecimento de matérias-primas firmado com a petroquímica Braskem assegurou o fornecimento das substâncias benzeno e eteno, componentes do etilbenzeno que, por sua vez, dá origem ao monômero de estireno fabricado pela Videolar-Innova S/A.
O monômero de estireno é matéria-prima de base para itens como asfalto, pneus, tintas, borrachas e resinas. Está presente em aplicações como tratores, botões de camisa, tecidos, tanques de postos de gasolina, piscinas, assentos de ônibus. É também insumo essencial das resinas fabricadas pela Videolar-Innova: os poliestirenos de uso geral (GPPS), alto impacto (HIPS) e o poliestireno expansível (EPS), cuja fabricação foi iniciada em 2014.
Em paralelo à decisão de duplicar sua fábrica de monômero de estireno, a companhia passou a adotar exclusivamente a marca Innova, dela eliminando o nome Videolar, marca associada ao mercado do entretenimento, predecessora da atual atividade petroquímica e de transformação de plásticos. A companhia manteve Videolar-Innova S/A para a razão social.
O anuário "As Melhores da Isto É Dinheiro 2017" posicionou a Innova em primeiro lugar em todo o país nos setores químico e petroquímico.
Em 2018 foram concluídas as obras de nova linha para a produção da resina petroquímica poliestireno expansível (EPS), duplicada à capacidade de 50.000 toneladas/ano. A duplicação aconteceu dois anos após a implantação da primeira linha.
No mesmo ano, a Videolar-Innova S/A foi eleita Empresa Destaque da Região Norte pelo Anuário Estadão Empresas Mais 2018, pesquisa e ranking elaborado pelo jornal O Estado de S. Paulo junto à Austin Rating e a Fundação Instituto de Administração da Universidade de São Paulo (FIA USP).
Em 2019, a Innova concluiu investimento de US$ 120 milhões para duplicar a capacidade produtiva do monômero de estireno (SM) na petroquímica de Triunfo (RS) às 420 mil toneladas/ano. Na sequência, lançou em sua unidade de Manaus o ECO-PS, primeiro poliestireno do país com até 30% de resina pós-consumo na composição, mantendo propriedades similares às do produto fabricado com resina 100% virgem. A coleta seletiva do poliestireno para reciclagem ao ECO-PS tem estruturação em parceria com a Fundação Amazonas Sustentável (FAS).
Ainda em 2019, a Innova promoveu em sua petroquímica de Triunfo (RS) a mudança matriz energética do óleo combustível para o gás natural. Logo em seguida, em 2020, iniciou as obras de um projeto de R$ 220 milhões para tornar a mesma fábrica autoprodutora e autossuficiente na geração de energia e vapor a partir de fonte 100% renovável, a biomassa: resíduos vegetais sólidos de madeira de acácia, pinus, eucalipto, cascas de arroz e sobras de serrarias sob a forma de cavacos.
A Central de Geração de Vapor e Energia da Innova, inaugurada em 2021, compreende três caldeiras e dois geradores, com capacidade para processar 486.000 toneladas/ano de biomassa, gerando 1.445.000 toneladas/ano de vapor e 263.000 MWh/ano de energia elétrica. Batizada de Projeto Acácia, inaugura um círculo virtuoso para produtores gaúchos da cadeia florestal num raio de 200 quilômetros, fornecendo a biomassa que substitui as fontes fósseis (carvão mineral e óleo combustível) até então usados pelo fornecedor de vapor. A tecnologia adotada permite ainda, como opção, a operação com gás natural.
Em outubro de 2024, a Innova anunciou a assinatura de contrato para a aquisição da Polo Films, fabricante de filmes de polipropileno biorientado (BOPP) em Montenegro (RS). A operação pretende ampliar sua presença no segmento de BOPP, produzido pela Companhia desde 2012 em Manaus (AM) e, com a conclusão da aquisição da Polo Films, também presente no Rio Grande do Sul.
Em 17 de janeiro de 2025, a Innova recebeu em sua Unidade II, petroquímica de Triunfo (RS), a visita do Vice-Presidente da República e Ministro do Desenvolvimento, Indústria, Comércio e Serviços Geraldo Alckmin e do Governador do Estado do Rio Grande do Sul Eduardo Leite. O intuito foi conhecer, de perto, as obras de ampliação de capacidades produtivas incentivadas pelo Regime Especial da Indústria Química (REIQ).
A Innova foi pioneira na apresentação de projetos à nova versão do REIQ. Ele foi restabelecido em 2023 como grande conquista ao reduzir as alíquotas de PIS e COFINS na aquisição de matérias-primas pelas indústrias químicas e petroquímicas brasileiras e favorecer os investimentos em incremento da capacidade produtiva.
As ampliações contemplam as capacidades produtivas do monômero de estireno (SM), poliestireno e o ECO-PS®, resina pioneira com até 30% de material pós-consumo em sua composição. Em Manaus, ampliações na nossa linha de fabricação de tampas plásticas para águas minerais, sucos e refrigerantes e na linha de laminados plásticos em bobinas de poliestireno e polipropileno, itens essenciais à indústria de embalagens alimentícias.
Os investimentos de R$ 73,3 milhões oriundos do REIQ foram mobilizados em curto prazo nas nossas três plantas industriais, em Triunfo (RS) e Manaus (AM), implementados a partir de março de 2024 e concluídos até agosto de 2025, com 42% destinados às obras e construção civil, 56% a máquinas e equipamentos e 2% a demais gastos.